# Wikinews
Wikinews là nguồn tin tức mở và là dự án wiki của Wikimedia Foundation. Dự án hoạt động với sự hợp tác của các nhà báo trên toàn thế giới. Nguyên tắc trung lập của Wikinews là một đặc điểm đáng chú ý, phân biệt nó với các trang báo cộng đồng khác như Indymedia và OhmyNews.